# عبد الخالق برناوي
عبد الخالق برناوي (بالإنجليزية: Abdulkhaleq Barnawi)‏؛ مواليد 10 أكتوبر 1984 في جدة، السعودية، هو لاعب كرة قدم سعودي لعب سابقاً في نادي الوحدة.

## روابط خارجية
- عبد الخالق برناوي على موقع قاعدة بيانات كرة القدم.إي يو (الإنجليزية)
- عبد الخالق برناوي على موقع Soccerway.com (الإنجليزية)